# واخائو (دره)
واخائو (انگلیسی: Wachau) دره‌ای در نیدراسترایش است که رود دانوب نمای زیبایی از آن ساخته است. این منطقه جغرافیایی جزء میراث جهانی یونسکو و جاذبه‌های گردشگری اتریش به شمار می‌آید.